# セルジョ・マッタレッラ
セルジョ・マッタレッラ（イタリア語:Sergio Mattarella、イタリア語発音: [ˈsɛrdʒo mattaˈrɛlla]、1941年7月23日 - ）は、イタリアの政治家。同国第12代大統領。
副首相、国防相、教育相、議会関係相、下院議員、憲法裁判所判事を務めた。氏名はセルジオ・マッタレラなどとも書かれる。

## 概要
キリスト教左派の政治家であるマッタレッラは、1980年代初頭から解散までキリスト教民主主義の主要メンバーであった。1987年から1989年まで議会関係相、1989年から1990年まで教育相を務め、1994年にはイタリア人民党の創設者の一人となり、1998年から1999年まで副首相、1999年から2001年まで国防相を担当した。
2002年にマルゲリータに加わり、2007年に民主党（PD）創設者の1人となったが、2008年に政界を引退すると民主党を離党した。また、憲法裁判所の判事も務め、2011年から2015年までイタリアの裁判所に勤務していた。
2015年1月31日、マッタレッラはPDと中道政党が率いる中道左派連合の多数派の支持を受けて4回目の投票で大統領に選出。2022年1月29日に2期目に再選され、前任者のジョルジョ・ナポリターノ以来2人目のイタリア大統領として再選された。 
彼の長期在任中、イタリアは大不況の余波と、イタリアの政治、経済、社会生活に深く影響を与え、ポピュリスト政党の台頭（メローニ氏など）をもたらした深刻な欧州移民危機に直面した。さらに2020年、イタリアは新型コロナウイルス感染症のパンデミックで最も大きな影響を受けた国の一つとなり、（新冷戦における）西側諸国で初めて感染症の蔓延を阻止するために全国的なロックダウンを実施した国となった。

## 経歴
シチリア州パレルモ出身。パレルモ大学卒業。

### 政界入り
1980年、兄のピエルサンティ・マッタレッラがマフィアに暗殺される。3年後の下院議員選挙にキリスト教民主主義（DC）から出馬して当選。組織犯罪対策に取り組む。

### 司法へ
2011年10月5日、合同会議により572票を獲得し憲法裁判所判事に選出され、11日に就任。

### 大統領
2015年1月31日、大統領選挙の第4回投票において首相であるマッテオ・レンツィ率いる中道左派連合の支援を受け655票（1009票中）を獲得し当選。同年2月3日、大統領に就任。
本人は1期限りのつもりであったが、2022年1月24日に始まった後継を選ぶ大統領選挙は本命不在のまま、7回の投票を経ても選出に必要な票数を獲得する候補が現れず、1月29日にマッタレッラは各党と続投することで合意。同日に行われた8回目の投票で759票を獲得し、大統領に再選された。

### 大統領（二期目）
2022年より二期目を務める。2月24日に起こったロシアによるウクライナ侵攻に対し「残忍な戦争」「人類を敵に回し、恐ろしいシナリオを呼び起こした19世紀のような攻撃」とコメントした。

2025年3月には公式実務訪問賓客として初めて訪日。天皇・皇后との会見や石破茂総理大臣との会談に臨んだ。その後京都市、続いて広島市を訪問。広島平和記念資料館を視察し、原爆死没者慰霊碑に献花したほか、被爆者代表とも面会した。
- 父親のベルナルド・マッタレッラと（1963年）
- ステファニア・ジャンニーニ教育・大学・研究大臣、マリアンナ・マディーア行政・簡素化担当大臣と（2015年3月7日）
- モルドバのマイア・サンドゥ大統領と（2021年6月18日）
- エストニアのケルスティ・カリユライド大統領と（2021年9月15日）